# جروب الكريهة (الريدة)
'

تعديل مصدري - تعديل

جروب الكريهة هي إحدى قرى عزلة الريدة وقصيعر بمديرية الريدة وقصيعر التابعة لمحافظة حضرموت، بلغ تعداد سكانها 101 نسمة حسب تعداد اليمن لعام 2004.